# Рівнина Ісіди

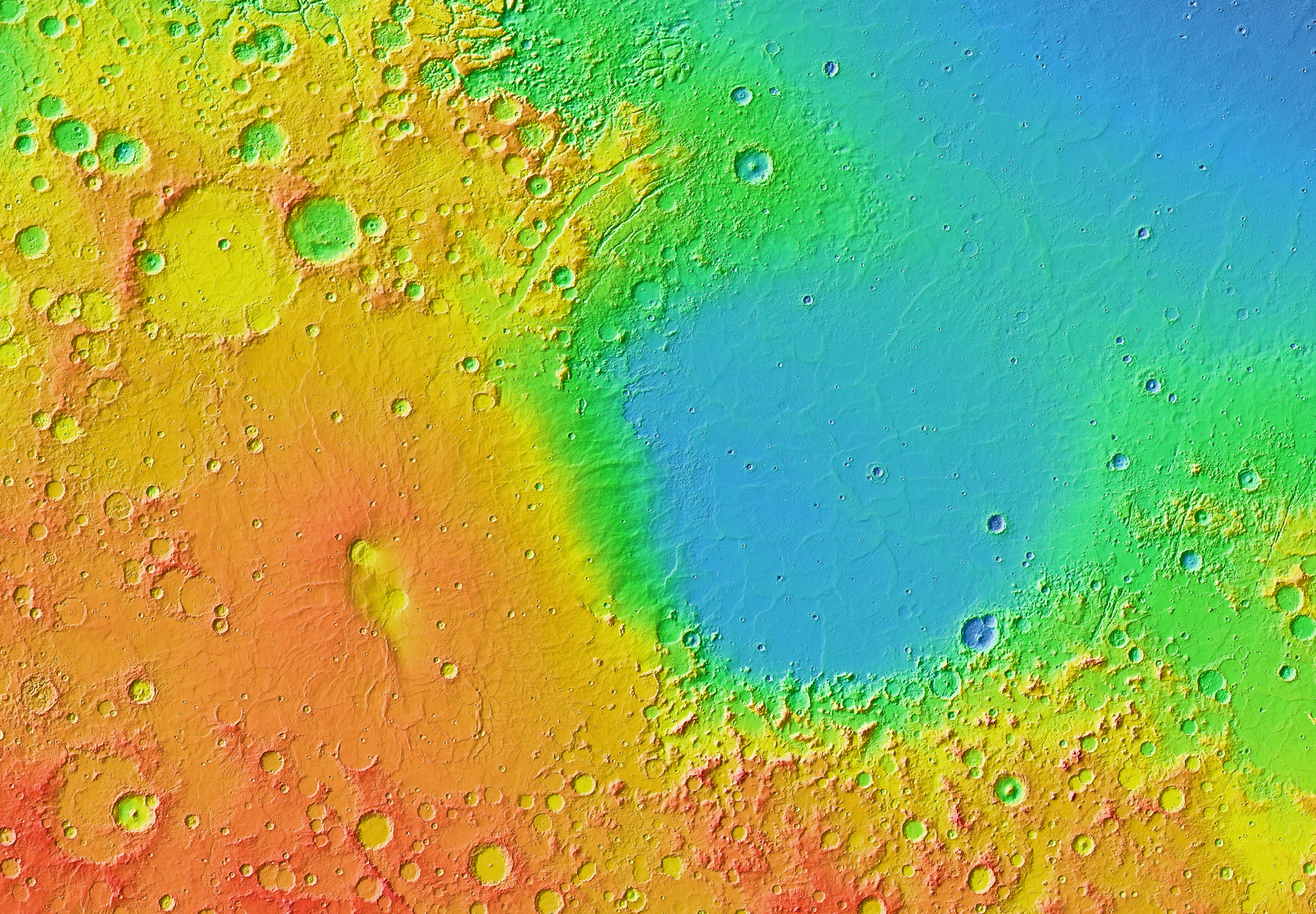
Кольоризована топографічна мапа MOLA, що зображує Isidis Planitia (справа) та суміжний з цією рівниною щитовий вулкан із рівнинним рельєфом — Syrtis Major Planum (зліва).

Isidis Planitia — рівнина, розташована в межах гігантського ударного басейну на планеті Марс, із центром за координатами 12°54′ пн. ш. 87°00′ сх. д. / 12.9° пн. ш. 87.0° сх. д.; Isidis Planitia перебуває частково в межах квадранглу Syrtis Major, а частково — у квадранглі Amenthes. Вона є найбільшим очевидним утворенням ударного (метеоритного) походження на поверхні планети, після басейнів Hellas та Argyre. Діаметр цього ударного басейну становить близько 1500 км. Басейн Isidis був, ймовірно, останнім настільки великим утворенням ударного походження; він сформувався на Марсі близько 3.9 мільярда років тому, протягом Нойського періоду. Через нашарування пилу на його поверхні, цей регіон виглядає порівняно яскравим, якщо розглядати поверхню планети за допомогою телескопа. Колись, ще до появи перших космічних апаратів, цей регіон наносили на найперші карти Марса як класичну альбедо-деталь, Isidis Regio, яку можна було розгледіти з телескопа.
Дослідження опубліковані в журналі Icarus, описували складну геологічну історію частин рівнини Isidis, особливо місцевостей поблизу Дейтеронілового контакту (англ. Deuteronilus contact). Припускають, що цей контакт є межею древнього й давно висохлого величезного марсіанського океану. Дослідники виявили докази, що свідчать про те, що колись у цьому регіоні було море — наприкінці Гесперійського/на початку Амазонського періодів. Море, яке тут могло утворитися в той час, найімовірніше, одразу ж замерзло. Ескери сформувалися вже під льодом.
Космічний апарат Бігль-2 саме мав приземлитися у східній частині Isidis Planitia в грудні 2003 року, коли зв'язок з ним було втрачено. Одразу на захід від Isidis Planitia простягається регіон Syrtis Major Planum — рівнинний щитовий вулкан, який є також виразною темною альбедо-деталлю на поверхні Марса, і який сформувався після утворення ударного басейну поряд.
Навколо басейну Isidis космічний апарат MRO виявив карбонат магнію. Присутність цього мінералу свідчить про те, що в цьому регіоні справді колись перебувала вода, і що вона мала низький рівень кислотності, pH-умови були досить сприятливими для виникнення та розвитку життя.
Назва «Isidis Planitia» походить від давнішої назви Isidis Regio («Регіон Ізіди»). Ізіда — це єгипетська богиня неба та родючості.